# Шольц, Эмилий Васильевич
Эмилий Васильевич Шольц (1841—1913) — действительный тайный советник, помощник управляющего делами Комитета министров, сенатор, президент Генеральной евангелическо-лютеранской консистории.
Сын врача В. Б. Шольца. Образование получил в Императорском Александровском Лицее, который окончил в 1862 году. Начал государственную службу в Канцелярии Комитета Министров, где прошел, последовательно, должности: старшего помощника экспедитора, помощника начальника отделения, начальника отделения и помощника управляющего делами означенной канцелярии.
На последней должности Эмилий Васильевич пробыл до 1897 года, когда назначен был сенатором, присутствующим в 1-м Департаменте Правительствующего Сената, в котором исполнял обязанности председательствующего с 1904 г. В Действительные Тайные Советники произведен в 1905 году, а в 1910 г. награждён был орденом Св. Александра Невского с бриллиантами, при Всемилостивейшем рескрипте.
Во время прохождения службы по канцелярии Комитета Министров, Шольц принимал участие в разнообразных комиссиях. Состоял также председателем училищного совета училища при Евангелическо-Лютеранской церкви Св. Анны и членом церковного Совета этой церкви. С 1897 года состоял, по Высочайшему назначению, Президентом евангелическо-лютеранской Генеральной Консистории.

## Семья
Дочь, Аделаида Эдуардовна.